# Lista de subprefeituras de São Paulo por IDH
Esta é uma lista de subprefeituras do município de São Paulo por Índice de Desenvolvimento Humano incluída no Atlas do Trabalho de Desenvolvimento do Município de São Paulo 2000. Foram criadas em 2002, na gestão de Marta Suplicy (PT), para descentralizar a atuação da prefeitura. São responsáveis pela: manutenção do sistema viário, da rede de drenagem, dos clubes da região, limpeza urbana e vigilância sanitária e epidemiológica. Além disso, recebem pedidos e reclamações da população.
O Índice de Desenvolvimento Humano (IDH) é uma medida comparativa de riqueza, alfabetização, educação, esperança de vida, natalidade e outros fatores para os diversos países do mundo. É uma maneira padronizada de avaliação e medida do bem-estar de uma população, especialmente bem-estar infantil. As subprefeituras estão dividas em quatro categorias baseadas em seu IDH: muito elevado, elevado e médio desenvolvimento humano, não há nível baixo no município.

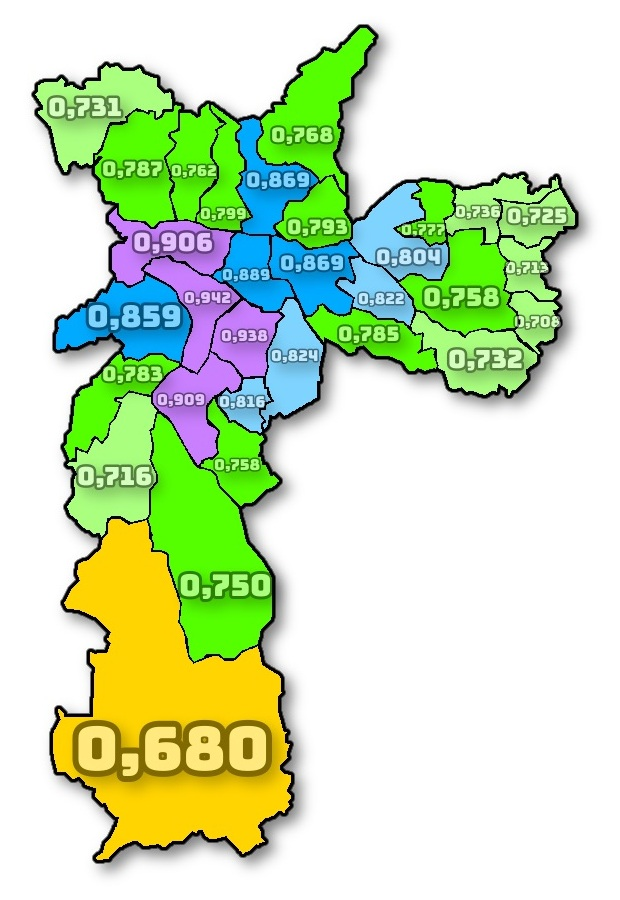
IDH na cidade de São Paulo em 2010

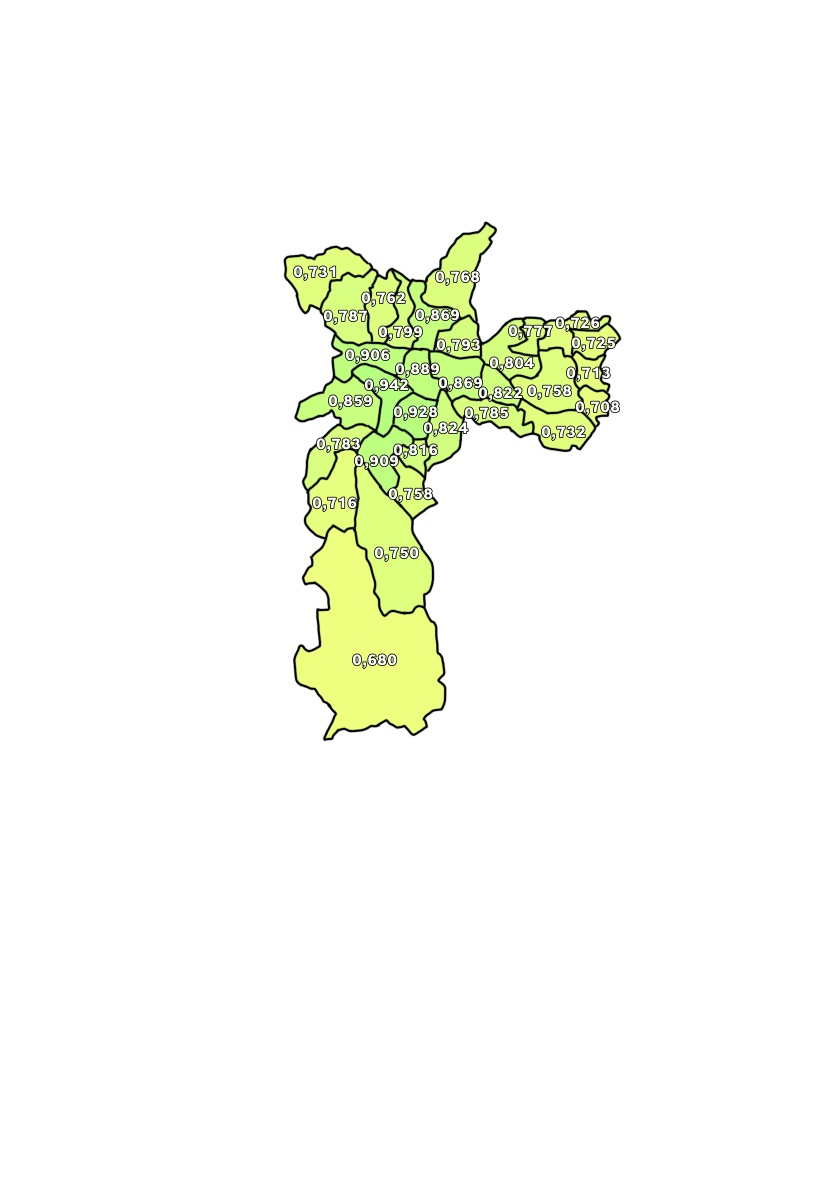
IDH na cidade de São Paulo

## Lista completa das subprefeituras
- = aumento nos dados de 2010 - comparado aos dados de 2000.
- = dados de 2010 permaneceram os mesmos que os dados de 2000.
- = diminuição nos dados de 2010 - comparado aos dados de 2000.